# Lemberger Zeitung
Die Lemberger Zeitung war eine deutschsprachige Zeitung, die von 1812 bis 1866 in Lwiw (dt. Lemberg) in der Habsburgermonarchie erschienen ist. Sie war die erste deutschsprachige Zeitung in der Stadt, die über einen längeren Zeitraum erschienen ist. Als älteres Blatt belegt sind lediglich die Lemberger Wöchentlichen Anzeigen von 1787. Geplant war sie ursprünglich 1810 vom Gubernialkonzipisten Franz Kratter als deutsch- und polnischsprachige Zeitung, um die Lesebedürfnisse der Bevölkerung zu bedienen. Kratter erhielt jedoch nur die Genehmigung für die Gründung einer polnischen Zeitung, der Gazeta Lwowska (1811–1881). Die Genehmigung für die Lemberger Zeitung wurde schließlich an Joseph Schnayder erteilt, der die Redaktionsarbeit an N. Jerzabek sowie an den Schriftsteller Moritz Rappaport (Pseudonym Max Reinau) übertrug. Die journalistische Freiheit des neuen Blattes war aufgrund der Zensur und des Hofkanzleidekrets vom 24. März 1814, wonach Lemberger Zeitungen nach dem Vorbild der Wiener Zeitung herausgegeben werden mussten, empfindlich eingeschränkt. Neben den in- und ausländischen und wirtschaftlichen Nachrichten und den amtlichen Verlautbarungen enthielt die Lemberger Zeitung auch unterhaltende und unterrichtende Artikel. Insbesondere die Beilage Leseblätter für Stadt und Land zur Beförderung der Kultur in Kunst, Wissenschaft und Leben erreichte ein beachtliches literarisches Niveau, so dass alle Literaten der polnischen Gazeta Lwowska schließlich zur deutschen Ausgabe wechselten. Publiziert wurden u. a. Texte von Ludwig August Frankl-Hochwart, Constantin von Wurzbach, Anastasius Grün oder Betty Paoli (bzw. Barbara Elisabeth Glück).